# Glomerulonefrite a proliferazione mesangiale
La glomerulonefrite a proliferazione mesangiale è una glomerulonefrite diffusa che può derivare dalla glomerulopatia a lesioni minime. Si notano infatti le stesse deformazioni dei podociti ovvero la comparsa di diaframmi tra i pedicelli. 
In aggiunta si nota proliferazione mesangiale, e la deposizione di matrice. Possono essere ritrovati depositi di IgM nella matrice.